# 平井富雄
平井 富雄（ひらい とみお、1927年8月21日 - 1993年1月26日）は、日本の医学者、精神科医。

## 人物・来歴
東京生まれ。東京大学医学部卒業。学位は、医学博士（東京大学・1960年）（学位論文「坐禅の脳波的研究」）。東京大学医学部附属病院分院長、東京家政大学教授、日本精神神経学会理事長（任期：1973年 - 1977年）も務めた。

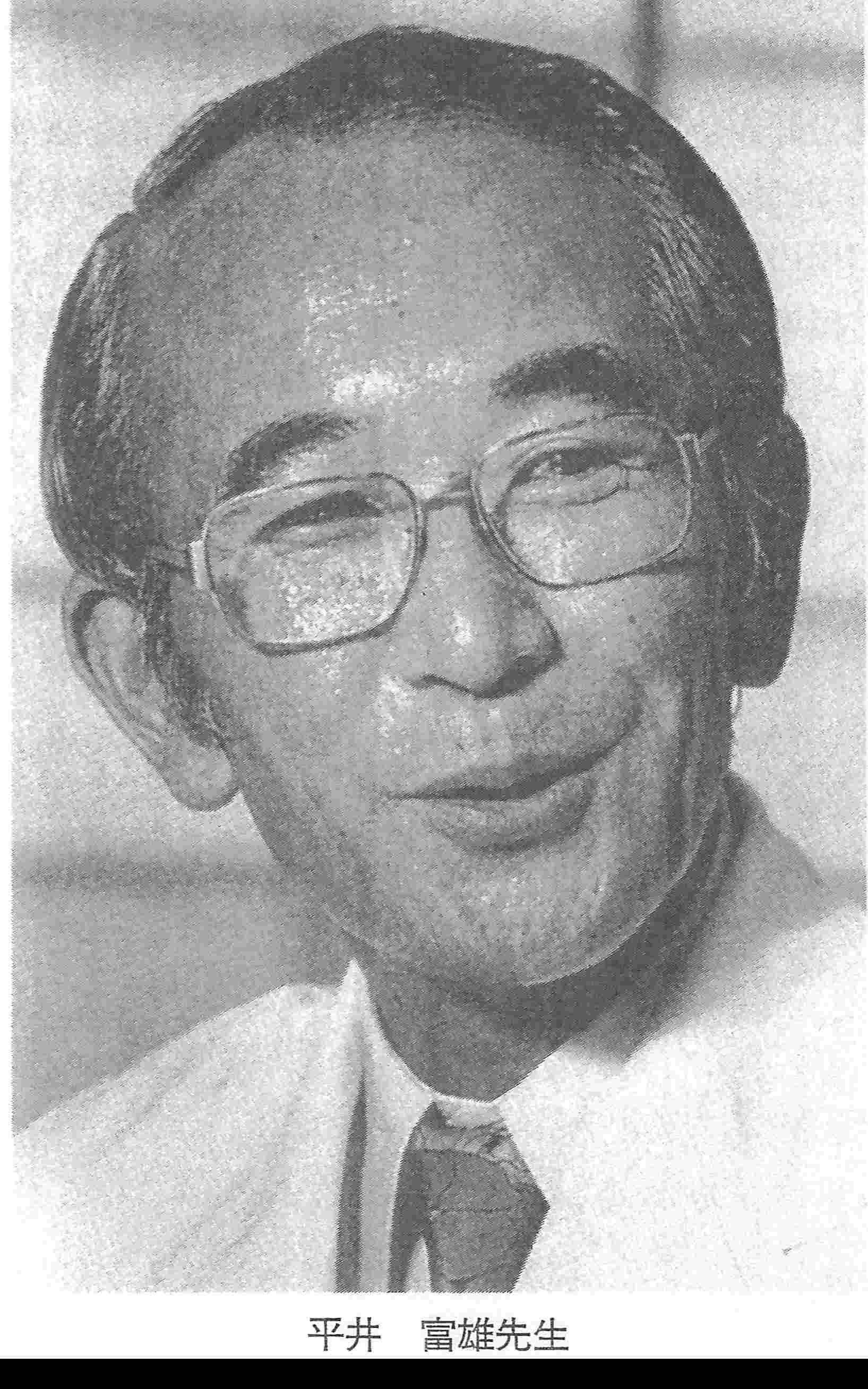
平井富雄

禅宗の僧侶を脳波測定し、α波など、精神状態と脳波の関連性について研究を行った。脳波研究での草分け的な存在。日本睡眠学会の設立にも参加した。

## 著書
- 『自己催眠術 劣等感からの解放・6つの方法』光文社カッパブックス、1967　のち文庫
- 『精神衛生管理 企業のなかの神経症』1972　中公新書
- 『精神科診断学アトラス』文光堂　1972
- 『坐禅健康法』ごま書房　ゴマブックス　1974
- 『企業は人をダメにする 仕事から逃れられない男の憂うつ』1975　ダイヤモンド現代選書
- 『精神の危機 病める現代人に向けて』1975　講談社現代新書
- 『人間判断 ひとの性格を見抜く』いんなあとりっぷ社　1975
- 『病める心のカルテ』北洋社　1976　のち中公文庫
- 『心のトラブル』東京書籍・東書選書 1977　のち中公文庫
- 『ビジネスマンの心の管理法 生き残るための精神医学』PHP研究所　1978
- 『サラリーマンの神経科 もっと大らかに生きる心の健康法』大和出版　1979
- 『働きざかりの精神医学』PHP研究所　1979　のち文庫、『心の過労死 働きざかりの精神医学』現代教養文庫
- 『瞑想と人間学のすすめ 精神科医の解く『坐禅用心記』』日貿出版社　1979　「禅と精神医学」講談社学術文庫
- 『心の危機をみつめて 精神医学の立場から』筑摩書房　ちくまぶっくす　1980　のち文庫
- 『ビジネスエリートの心の医学』PHP研究所　1980
- 『自己催眠法のすすめ ビジネスマンの精神医学』日本経済新聞社　1981
- 『日本的知性と心理』三笠書房　1981　『日本人の知性と心情 精神医学の立場から』講談社学術文庫
- 『人間嫌いが成功する 組織が必要としている人格』光文社カッパ・ビジネス 1981
- 『心の四季・心の危機 精神科医の歳時記』福武書店　1982　「心の四季」文庫
- 『座禅の科学 脳波からみたそのメカニズム』講談社ブルーバックス　1982
- 『ストレスと自己コントロール サラリーマンの心の健康法』1982　講談社ゼミナール選書　のち学術文庫
- 『心の健康』郵政省人事局要員訓練課編　通信事業教育振興会　1983　教養の書
- 『心のマネジメント 働きざかりの人間関係学』日本リクルートセンター出版部　1983
- 『脳と心』1983　中公新書
- 『メランコリーの時代』読売新聞社　1983　のち現代教養文庫
- 『空しさの構造 働き盛りの心の医学』講談社　1984　『精神科の診察室』中公文庫
- 『あなたは「父」として何をなすべきか? 精神科医の見た現代父親像』PHP研究所　1985
- 『感性時代の管理職』講談社　1986
- 『あなたにしのびよる休日神経症』読売新聞社　1987
- 『ストレスウォッチング 現象とメカニズムと克服法』佼成出版社ダルマブックス 1988
- 『「うつの時代」を生きる ビジネスマンの心の健康』ちくま文庫　1989
- 『善玉ストレス・悪玉ストレス ストレスと上手につきあう法』講談社ブルーバックス 1989
- 『神経症夏目漱石』福武書店　1990

### 共編著
- 『てんかんの診断と治療』後藤蓉子共著　金原出版新臨床医学文庫 1969
- 『睡眠』古閑永之助,久保田競共編　医学書院　1971
- 『精神科治療学』原俊夫,保崎秀夫共編　金原出版　1972
- 『てんかんの臨床と理論』原俊夫,福山幸夫共編　医学書院　1974
- 『職場と心の健康 具体例を通して』関谷透共著　金原出版　新臨床医学文庫 1983
- 『目でみる精神医学』関谷透共著　文光堂　1989

### 翻訳
- W.R.ヘス『心理学の生物学的基礎』共訳　文光堂　1965
- イアン・オスワルド『睡眠と覚醒 生理学と心理学』共訳　みすず書房　1969
- W.R.ヘス『心理学の生物学的基礎』文光堂　1970
- S.J.ラックマン,C.フィリップス『心理学と医学のあいだ』橋口英俊共訳　紀伊国屋書店　1978
- S.&J.A.アリエティ『求められる愛』横山和子共訳　誠信書房　1979
- シーラ・オストランダー,リン・シュローダー『スーパー・ラーニング』監訳　朝日出版社　1980
- ピーター・G.ハンソン『ハンソン博士の積極的ストレスチェック 自分を強くする10の選択』ダイヤモンド社　1987